# Campeonato Pan-Americano de Ginástica de 1997
O Campeonato Pan-Americano de Ginástica de 1997 foi realizado em Medellín, Colômbia, de 2 a 7 de julho de 1997.

## Medalhistas

### Ginástica artística
| Evento             | Ouro                                                                         | Prata                                                                             | Bronze                                                                          |
| ------------------ | ---------------------------------------------------------------------------- | --------------------------------------------------------------------------------- | ------------------------------------------------------------------------------- |
| Masculino          |                                                                              |                                                                                   |                                                                                 |
| Equipes            | Cuba · Eric López · Francisco Diaz · Lazaro Lamelas · Yoandy Diaz            | Estados Unidos · Sanjuan Jones · Michael Dutka · Aaron Cotter · Jay Thornton      | Colômbia · Noé Rodríguez · Alexander Rangel · Jorge Giraldo · Leonardo González |
| Individual geral   | Eric López (CUB)                                                             | Francisco Diaz (CUB)                                                              | Lazaro Lamelas (CUB)                                                            |
| Solo               | Jay Thornton (USA)                                                           | Eric Pedercini (ARG)                                                              | Diego Lizardi (PUR)                                                             |
| Cavalo com alças   | Eric López (CUB)                                                             | Jay Thornton (USA)                                                                | Jorge Giraldo (COL)                                                             |
| Argolas            | Diego Lizardi (PUR)                                                          | Eric López (CUB) Sergio Alvariño (ARG)                                            | —                                                                               |
| Salto              | Lazaro Lamelas (CUB) Yoandy Diaz (CUB)                                       | —                                                                                 | Pablo Capote (VEN)                                                              |
| Barras paralelas   | Eric López (CUB)                                                             | Francisco Diaz (CUB)                                                              | Jorge Giraldo (COL)                                                             |
| Barra fixa         | Aaron Cotter (USA)                                                           | Alexander Rangel (COL)                                                            | Lazaro Lamelas (CUB)                                                            |
| Feminino           |                                                                              |                                                                                   |                                                                                 |
| Equipes            | Brasil · Daniele Hypólito · Mariana Gonçalves · Camila Comin · Marilia Gomes | Estados Unidos · Erinn Dooley · Nicole Kilpatrick · Raegan Tomasek · Morgan White | Cuba · Leyanet Gonzalez ·                                                       |
| Individual geral   | Denisse López (MEX)                                                          | Leyanet Gonzalez (CUB)                                                            | Mariana Gonçalves (BRA)                                                         |
| Salto              | Denisse López (MEX)                                                          | Brenda Magaña (MEX)                                                               | Leyanet Gonzalez (CUB)                                                          |
| Barra assimétricas | Daniele Hypólito (BRA)                                                       | Morgan White (USA)                                                                | Camila Comin (BRA)                                                              |
| Trave              | Raegan Tomasek (USA)                                                         | Denisse López (MEX)                                                               | Leyanet Gonzalez (CUB)                                                          |
| Solo               | Daniele Hypólito (BRA)                                                       | Raegan Tomasek (USA)                                                              | Marilia Gomes (BRA)                                                             |

### Ginástica rítmica
| Evento           | Ouro                                                    | Prata                                | Bronze                                                            |
| ---------------- | ------------------------------------------------------- | ------------------------------------ | ----------------------------------------------------------------- |
| Conjunto geral   | Brasil · Camila Ferezin · Kizzy Antualpa · Dayane Silva | Argentina · Sandra Re · Anahí Sosa · | Cuba · Yordania Corrales · Yasleidis Rodriguez · Yamile Sotolongo |
| Individual geral | Yordania Corrales (CUB)                                 | Camila Ferezin (BRA)                 | Kizzy Antualpa (BRA)                                              |
| Corda            | Yordania Corrales (CUB)                                 | Yasleidis Rodriguez (CUB)            | Camila Ferezin (BRA)                                              |
| Arco             | Yordania Corrales (CUB)                                 | Camila Ferezin (BRA)                 | Sandra Re (ARG)                                                   |
| Maças            | Yordania Corrales (CUB) Dayane Silva (BRA)              | —                                    | Kizzy Antualpa (BRA)                                              |
| Fita             | Kizzy Antualpa (BRA)                                    | Sandra Re (ARG)                      | Yordania Corrales (CUB)                                           |

## Quadro de medalhas
| Pos.               | País               | Ouro | Prata | Bronze | Total |
| ------------------ | ------------------ | ---- | ----- | ------ | ----- |
| 1                  | Cuba               | 10   | 5     | 7      | 22    |
| 2                  | Brasil             | 6    | 2     | 6      | 14    |
| 3                  | Estados Unidos     | 3    | 5     | 0      | 8     |
| 4                  | México             | 2    | 2     | 0      | 4     |
| 5                  | Porto Rico         | 1    | 0     | 1      | 2     |
| 6                  | Argentina          | 0    | 4     | 1      | 5     |
| 7                  | Colômbia           | 0    | 1     | 3      | 4     |
| 8                  | Venezuela          | 0    | 0     | 1      | 1     |
| Total (8 entradas) | Total (8 entradas) | 22   | 19    | 19     | 60    |